# Jozef Weidmann
Leonardus Josephus (Jozef) Weidmann (Kerkrade, 3 oktober 1899 - Paramaribo, 15 september 1962) was een Nederlandse pater die in dienst van de Rooms-Katholieke Kerk werkzaam was in Suriname. Hij stond daar bekend als pater Weidmann en was er oprichter van een politieke partij en een vakbond.

## Leven
Weidmann werd geboren te Kerkrade en studeerde onder andere aan het seminarie Rolduc te Roermond. Hij trad op 29 september 1922 toe tot de redemptoristen en werd op 8 oktober 1926 tot priester gewijd. Op 9 januari 1928 kwam hij in Suriname aan, waar hij als missionaris in het binnenland werkte. 
Nadat koningin Wilhelmina tijdens de Tweede Wereldoorlog de Overzeese gebiedsdelen meer autonomie had beloofd, werd Weidmann politiek actief. Hij pleitte voor algemeen kiesrecht, en was op 25 augustus 1946 medeoprichter van de politieke partij PSV. Bij de eerste algemene verkiezingen op 30 mei 1949 wist de partij geen zetel te behalen. Op 16 februari 1948 richtte Weidmann de vakbond PWO op.
Pater Weidmann overleed in 1962 op 62-jarige leeftijd. 

## Nagedachtenis
- De Surinaamse Stichting Pater Weidmann zet zijn sociale werk voort, ze beheert onder andere een tehuis voor zwerfkinderen.
- Een borstbeeld van Jozef Weidmann werd onthuld in 1966. Het werd vervaardigd door de Surinaamse beeldhouwer Jozef Klas en staat aan de Limesgracht.[1]
- Een standbeeld van Jozef Weidmann werd onthuld in 1975, eveneens van de hand van Jozef Klas. Deze staat aan de  Dr. Sophie Redmondstraat).[1]
- Een boek over hem, getiteld Weidmann, grondlegger van het algemeen kiesrecht in Suriname, werd in 1996 uitgebracht door Emile Wijntuin, voormalig voorzitter van de PSV en voorzitter van de Stichting Pater Weidmann.
- Het Pater Weidmannplein aan de Dr. Sophie Redmondstraat werd naar hem vernoemd.